# Apel Heidelberski
Apel Heidelberski, autorstwa francuskiego dziennikarza Michela Salomona, był oświadczeniem potępiającym „nieracjonalną ideologię, która stoi w sprzeczności z postępem naukowym i przemysłowym oraz utrudnia postęp gospodarczy i społeczny”. Apel został wystosowany w związku z zorganizowanym przez ONZ w 1992 r. Szczytem Ziemi w Rio de Janeiro. Jego sygnatariusze oświadczyli, że „podzielają cele Szczytu”, ale zalecili „władzom odpowiedzialnym za przyszłość planety, by nie podejmowali decyzji opierających się na pseudonaukowych argumentach lub fałszywych czy nieistotnych danych. Największymi plagami, które szerzą się na Ziemi, są ignorancja i ucisk, nie zaś nauka, technologia i przemysł.”
Według SourceWatch, apel był oszustwem przygotowanym przez koncerny azbestowe i tytoniowe, mającym na celu dyskredytację walki z dziurą ozonową i globalnym ociepleniem. Serwis publikuje dokumenty wskazujące na finansowanie przez koncerny tytoniowe organizacji International Center for a Scientific Ecology, promującej ten apel.
Michel Salomon ogłosił, że Apel Heidelberski podpisało w czasie szczytu 46 wybitnych ludzi nauki, intelektualistek i intelektualistów, a że później poparcia udzieliło mu 4000 naukowców, w tym 72 laureatek i laureatów Nagrody Nobla. Żadna lista podpisów nie została jednak upubliczniona. Apel skłaniał się ku antropocentrycznej ocenie zasobów światowych oraz utylitarystycznemu, nie abolicjonistycznemu podejściu do niebezpiecznych substancji stosowanych czy powstających w procesach technologicznych. Tym samym uznał za nieracjonalne zarówno wizję „stanu naturalnego”, który z uwagi na swoje immanentne prawa powinien ograniczyć ludzką działalność, jak również histeryczne obawy o zatruwanie środowiska nieproporcjonalne do zagrożeń i lekceważące ich dodatkowe korzyści. 
Apel Heidelberski został entuzjastycznie przyjęty przez krytyków ruchów na rzecz środowiska, m.in. Siegrieda F. Singera z Projektu Polityki ds. Nauki i Środowiska (Science and Environmental Policy Project). Konserwatywne think tanki często powołują się na Apel Heidelberski jako dowód, że naukowcy odrzucają teorię globalnego ocieplenia oraz związek nowoczesnej nauki i przemysłu z wieloma zdrowotnymi zagrożeniami. Nazwa apelu została przejęta przez założoną w 1993 r. Heidelberg Appeal Nederland Foundation, kwestionującą twierdzenie, iż azotany w pożywieniu i bakterie odporne na antybiotyki mogą być szkodliwe dla ludzkiego zdrowia. 
Apel Heidelberski częściowo uznaje ekologiczne obawy, np. w zdaniu „W pełni podpisujemy się pod celami naukowej ekologii, należy zrobić bilans zasobów Ziemi, monitorować je i zachować”. W tym samym roku rozpowszechniany był również „Apel naukowców całego świata do ludzkości” ("World Scientists' Warning to Humanity”), opracowany przez Union of Concerned Scientists oraz zrzeszający większość żyjących laureatek i laureatów Nagrody Nobla z dziedziny nauki, jak również 1700 wiodących naukowców. W przeciwieństwie do ogólnikowego Apelu Heidelberskiego, „Apel naukowców…” jest wyraźnie ekologicznym manifestem, który stwierdza, że „istoty ludzkie i świat natury są na kursie kolizyjnym”, a zanikanie warstwy ozonowej i zasobów wód gruntowych, zmiana klimatu, zanieczyszczenie powietrza, deforestacja, zbyt intensywne połowy i wymieranie gatunków stanowią na tyle niebezpieczne zjawiska, że zmienią świat czyniąc go niezdolnym do podtrzymania życia w stopniu, jaki znamy.”
Apel Heidelberski został w większości zinterpretowany poza kontekstem, np. Narodowy Ośrodek Badań Polityki Społecznej (The National Center for Public Policy) utrzymuje, że „Apel ostrzega uprzemysłowione państwa, że nie istnieje istotny naukowy konsensus, który mógłby usprawiedliwić ustawowe ograniczenia emisji gazów cieplarnianych”. Mimo że Apel Heidelberski można tak interpretować, poniżej przytoczony tekst dowodzi, że dokument ma inne przesłanie.

## Tekst Apelu Heidelberskiego
Do przywódców państw i rządów
Heidelberg, 14 kwietnia 1992 r.
„Pragniemy w pełni przyczynić się do zachowania naszego wspólnego dziedzictwa - naszej Ziemi. 
U progu XXI jesteśmy zaniepokojeni pojawieniem się nieracjonalnej ideologii, która stoi w sprzeczności z postępem naukowym i przemysłowym oraz utrudnia postęp gospodarczy i społeczny.
Twierdzimy, że nie istnieje „stan naturalny”, czasem idealizowany przez ruchy, które wykazują tendencję do patrzenia w przeszłość, prawdopodobnie nigdy nie istniał od pojawienia się człowiek po raz pierwszy w biosferze, ludzkość bowiem zawsze rozwijała się poprzez coraz intensywniejsze wykorzystywanie natury dla swoich potrzeb, nie odwrotnie.
W pełni podpisujemy się pod celami naukowej ekologii, należy zrobić bilans zasobów Ziemi, monitorować je i zachować, ale domagamy się niniejszym, by działania te opierały się na naukowych kryteriach, nie zaś na nieracjonalnych przekonaniach.
Chcemy podkreślić, że wiele ważnych ludzkich działań jest wykonywanych bądź przez używanie niebezpiecznych substancji bądź to w ich pobliżu, ale postęp i rozwój zawsze wiązały się z udoskonalaniem kontroli nad wrogimi siłami dla dobra ludzkości. Z tego względu uznajemy naukową ekologię za nic innego jak kontynuację ciągłego postępu ku lepszym warunkom życia dla przyszłych pokoleń. Będziemy domagać się odpowiedzialności i powinności nauki wobec społeczeństwa jako całości. Nie mniej jednak pragniemy ostrzec władze odpowiedzialne za przyszłość planety, by nie podejmowały decyzji opierających się na pseudonaukowych argumentach lub fałszywych czy nieistotnych danych. 
Chcemy zwrócić uwagę na absolutną konieczność pomocy dla biednych krajów w osiągnięciu poziomu zrównoważonego rozwoju porównywalnego z innymi narodami. Ponadto należy chronić państwa rozwijające się przed niebezpieczeństwami ze strony krajów uprzemysłowionych oraz uwikłaniem ich w sieć nierealistycznych zobowiązań, które zagroziłyby ich niezależności i godności. 
Największymi plagami, które szerzą się na Ziemi, są ignorancja i ucisk, nie zaś nauka, technologia i przemysł, których narzędzia, jeśli prawidłowo zastosowane, stanowią niezbędne instrumenty przyszłości ukształtowane przez ludzkość i dla ludzkości w celu przezwyciężenia poważnych problemów takich jak przeludnienie, głód czy epidemie.” 